# Nemausus, Nîmes

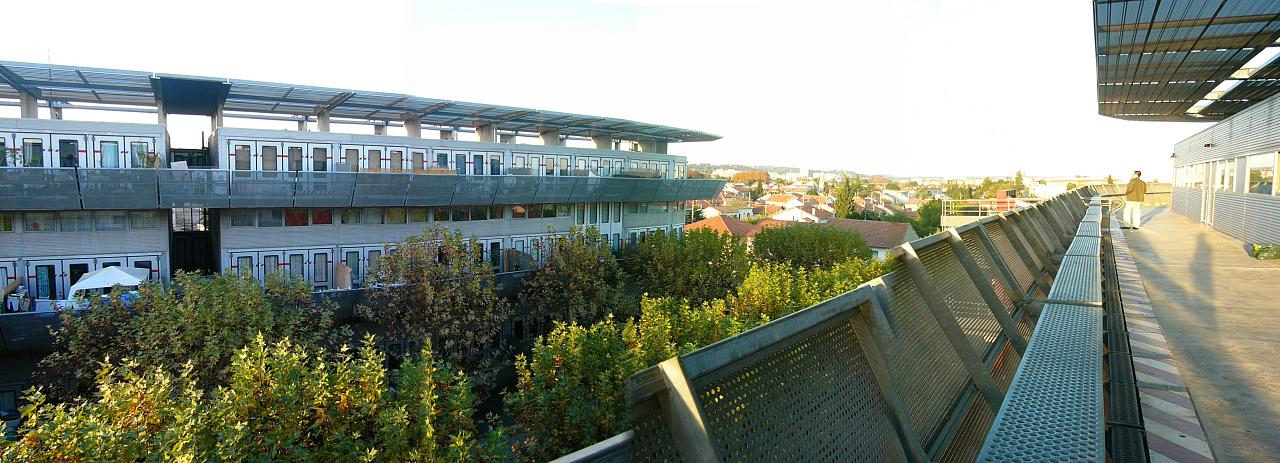
Nemausus

Det här är en artikel om bostadsomrpådet Nemausus, För den keltiska gudomen Nemausus, se Nemausus
Nemausus är ett bostadsområde vid Cours Nemausus i Nîmes, och har ritats av Jean Nouvel.
Nemausus består av två längor av lågkostnadsbostäder med sammanlagt 114 lägenheter på mellan 90 och 160 kvadratmeter i två eller tre plan. Längorna uppfördes 1985–1987 och ligger parallellt med varandra på ömse sidor om en bevarad platanallé på en tidigare industrifastighet i Nîmes, där det tidigare stått en lagerbyggnad för elektriska artiklar. Längorna är i princip lika, men på grund av tomtens oregelbundenhet är den ena längre än den andra. De avslutas vid den sydvästra ändan på olika sätt. Den kortare byggnaden avslutas med en sluttande gavel som ger den ett skeppsliknande utseende, den längre byggnaden har en vertikal gavel med två roderliknande vertikala betongskivor, vilket ger också den ett fartygsliknande utseende.
Husen ligger på pelare med ett öppet utrymme under, som används som parkeringsplatser. Längorna består av modulerade fack tvärs igenom husen, med fem meter mellan de bärande betongväggarna. Längorna avbryts bara av mellanrum där hissar monterats för transport till och från de breda svalgångar som ligger på längornas norra sida. De öppna trapphusen är monterade på husens utsida. Genom att lägenheterna är etagelägenheter reduceras antalet svalgångar till tre i sexvåningshusen. På sydsidorna finns motsvarande betongutkragning som på svalgångssidan, vilka ger en funktion som balkong och som exteriört förråd i de annars källar- och vindslösa husen.
En betydande del av byggnadskostnaden har lagts på vikväggar på varje moduls södersida (på balkongplanen), som är av samma konstruktion som på en brandstation och som öppnar upp hela lägenheten mot balkongen. Övriga ytterväggar har aluminiumpaneler. Högst upp på husen finns skuggande skärmkonstruktioner. Husen har interiört nakna och obearbetade betongväggar.
Lägenheterna bestäms av modulen 5 meter x 12 meter. Det finns 17 olika varianter från lägenheter med ett sovrum till sådana med tre. Flertalet av etagelägenheterna är två våningar höga. 